# Yli-Pajulampi
Yli-Pajulampi är en sjö i Finland. Den ligger i kommunen Ranua i landskapet Lappland, i den norra delen av landet, 600 km norr om huvudstaden Helsingfors. Yli-Pajulampi ligger 173,8 meter över havet. Arean är 30,1 hektar och strandlinjen är 3,07 kilometer lång. Sjön  ingår i Ijo älvs huvudavrinningsområde.   Den ligger vid sjön Saarijärvi.